# Microphysogobio kachekensis
Microphysogobio kachekensis es una especie de peces de la familia de los Cyprinidae, en el orden de los Cypriniformes.

## Hábitat
Es un pez de agua dulce.

## Distribución geográfica
Se encuentra en la China.